# Col Basset
Le col Basset est un col situé dans le Piémont, en Italie, à une altitude de 2 424 mètres dans les Alpes cottiennes.

## Situation
Il est situé sur la strada dell'Assietta une ancienne route militaire qui longe la ligne de crête séparant le val de Suse (nord) et le val Cluson (sud).